# Sồi Yersin
Sồi Yersin hay dẻ Yersin (danh pháp: Lithocarpus yersinii) là một loài thực vật có hoa trong họ Cử. Loài này được A.Camus miêu tả khoa học đầu tiên năm 1934.